# Házi-réti-patak
A Házi-réti-patak a Pilisben ered, Pest vármegyében, mintegy 210 méteres tengerszint feletti magasságban. A patak a forrásától kezdve közel délkeleti irányban folyik majd Pilisvörösvár belterületeitől északi irányban elhaladva, a városhoz tartozó külterületek keleti részén eléri a Háziréti-víztározót. Vizét ezután a tározón szintén keresztülfolyó Határ-réti-árok szállítja tovább. A Duna–Ipoly Nemzeti Park területén folyik.
A Határ-réti-árok az egyesülés helyétől nem messze eléri Solymár területét, majd újabb mintegy másfél-két kilométer után beleömlik az Aranyhegyi-patakba, aminek folyása Rómaifürdő alatt, a Dunánál ér véget.

## Part menti település
- Pilisvörösvár